# Trần Báo
Ngô Chính Học (?–1945?) tức Trần Báo là một nhân vật chính trị Việt Nam tại hải ngoại.

## Tiểu sử
Ngô Chính Học quê ở làng Tam Đa (xã Nghi Hưng, huyện Nghi Lộc, tỉnh Nghệ An), là con trai của Ngô Quảng, người từng làm Phó lãnh binh trong nghĩa quân Hương Khê của Phan Đình Phùng, có chị ruột là Ngô Khôn Duy, gả cho Hồ Xuân Lan người huyện Quỳnh Lưu.
Mùa xuân 1920, dưới sự vận động của Đặng Thái Thân, Trần Thị Trâm, Vương Thúc Oánh, Võ Trọng Cảnh, Nguyễn Năng Tựu, Võ Trọng Đài... Ngô Chính Học theo anh rể Hồ Bá Cự xuất dương qua Lào để đến Xiêm (cùng đợt với Lê Hồng Sơn, Nguyễn Thị Tích, Đặng Quỳnh Anh, do Đặng Xuân Thanh dẫn đường), tạm thời hoạt động ở Trại Cày của Đặng Thúc Hứa. Năm 1922, Ngô Chính Học cùng Lê Hồng Sơn, Đặng Xuân Thanh, Hoàng Khắc Trung hợp tác thủ tiêu Phan Bá Ngọc ở Tây Hồ (Hàng Châu) theo lệnh Kỳ Ngoại hầu Cường Để. Khoảng năm 1926, Ngô Chính Học đến Quảng Châu, cùng Ngô Chính Quốc và Lưu Khắc Thành phụ trách gửi tài liệu tuyên truyền của Hội Việt Nam Cách mạng Thanh niên về nước, cũng như tuyển chọn thanh niên xuất dương.
Khoảng thập niên 1930–1940, Ngô Chính Học ở lại Trung Quốc với tên mới là Trần Báo, hoạt động bên cạnh những tổ chức Việt Nam chống Pháp lưu vong ở miền nam Trung Quốc, tương đối thân cận với Trương Bội Công, những vẫn hợp tác với Nguyễn Hải Thần. Tình trạng của Trần Báo được mô tả là "một thanh niên phiêu lưu, lai lịch không rõ ràng". Theo hồi ký của người đương thời hoạt động ở Trung Quốc như Lê Tùng Sơn và Lý Quang Hoa, Trần Báo là "tên phản Đảng", tức thoát ly khỏi Đảng Cộng sản Đông Dương.
Năm 1942, Việt Nam Cách mệnh Đồng minh Hội được thành lập ở Liễu Châu (Quảng Tây) do tướng Quốc dân Đảng Trương Phát Khuê bảo trợ. Trần Báo tham dự với tư cách không đảng phái, cùng Nguyễn Hải Thần, Trương Bội Công, Trương Trung Phụng, Vũ Hồng Khanh, Nghiêm Kế Tổ, Bồ Xuân Luật, Nguyễn Văn Phúc, Trần Đình Xuyên, Hồ Đức Thành được bầu vào Ban Chấp hành Trung ương Hội. Những năm 1942–1944, theo Lê Tùng Sơn và Lý Quang Hoa, Trần Báo làm mật vụ cho Quốc dân Đảng Trung Quốc, chắc chắn Trần Báo đã khai cho phía đương cục Trung Quốc việc Hồ Chí Minh chính là Nguyễn Ái Quốc để ghi công. Tuy nhiên, do đây là vấn đề tế nhị nên tất cả các bên đều không nhắc lại. Đặng Văn Cáp thì ghi nhận việc Trần Báo chỉ điểm những Đảng viên Cộng sản sang Quảng Tây học tập, báo lại cho tướng Trần Bảo Thương (chủ nhiệm chỉ huy sở tỉnh báo ở Tĩnh Tây).
Tháng 3 năm 1944, Đại hội đại biểu các đoàn thể cách mạng Hải ngoại được tổ chức ở Liễu Châu. Các đại biểu tham dự gồm có Trương Bội Công, Nguyễn Hải Thần, Vũ Hồng Khanh, Nghiêm Kế Tổ, Trương Trung Phụng, Trần Báo, Nông Kính Du, Bồ Xuân Luật, Trần Đình Xuyên, Lê Tùng Sơn, Nguyễn Tường Tam, Nguyễn Thanh Đồng, Hồ Đức Thành, Hồ Chí Minh và Lâm Bá Kiệt. Trần Báo tiếp tục là một trong bảy Ủy viên Ban Chấp hành Trung ương. Khoảng năm 1945, quân đội Nhật Bản mở nhiều cuộc tấn công vào tỉnh Quảng Tây. Trần Báo và Trương Bội Công bỏ chạy biệt tích.